# Académico de Viseu Futebol Clube
Maillots
Actualités
L'Académico de Viseu est un club portugais de football basé à Viseu.

## Historique
Le Clube Grupo Desportivo de Farminhão, fondée à 1974, a modifié son nom et à partir de 2005  son nom est Académico de Viseu Futebol Clube. 
Le Clube Académico de Futebol est un club historique de Viseu. Fondé en 1914, il compte à son actif quatre saisons en première division (à l'époque Primeira Divisão) entre 1979 et 1989. Il obtient son meilleur résultat lors de la saison 1980-1981, au cours de laquelle il se classe 13e du championnat, avec 8 victoires, 9 matchs nuls et 13 défaites. Sa dernière saison au plus haut niveau national remonte à la saison 1988-1989, et il quitte le deuxième niveau national à l'issue de la saison 1997-1998.
Confronté à d'importantes difficultés financières, le Clube Académico de Futebol signe un protocole d'accord avec le Grupo Desportivo de Farminhão. Le club de la freguesia de Farminhão (Viseu) adopte alors son nom actuel, les couleurs et emblèmes du Clube Académico de Futebol et s'établit à Viseu. L'équipe  de football participe au championnat de la  I Divisão Distrital. Grâce à un accord avec la mairie, il peut cependant continuer à utiliser les installations du Fontelo et retrouve quatre ans plus tard la troisième division. Le club retrouve ensuite la deuxième division en 2013.

## Bilan saison par saison
| Saison    | I   | II  | III | IV  | V   |
| 1969-1970 |     | 13  |     |     |     |
| ...       | ... | ... | ..  | ..  | ... |
| 1978-1979 | 16  |     |     |     |     |
| 1979-1980 |     | 2   |     |     |     |
| 1980-1981 | 13  |     |     |     |     |
| 1981-1982 | 14  |     |     |     |     |
| 1982-1983 |     | 12  |     |     |     |
| 1983-1984 |     | 15  |     |     |     |
| ...       | ... | ... | ... | ... | ... |
| 1988-1989 | 20  |     |     |     |     |
| ...       | ... | ... | ... | ... | ... |
| 1992-1993 |     |     | 1   |     |     |
| 1993-1994 |     | 16  |     |     |     |
| 1994-1995 |     |     | ... |     |     |
| 1995-1996 |     | 9   |     |     |     |
| 1996-1997 |     | 13  |     |     |     |
| 1997-1998 |     | 16  |     |     |     |
| 1998-1999 |     |     | 6   |     |     |
| ...       | ... | ... | ... | ... | ... |
| 2001-2002 |     |     | 5   |     |     |
| 2002-2003 |     |     | ... |     |     |
| 2003-2004 |     |     | 4   |     |     |
| 2004-2005 |     |     | 3   |     |     |
| 2005-2006 |     |     |     |     | 2   |
| 2006-2007 |     |     |     |     | 1   |
| 2007-2008 |     |     |     | 2   |     |
| 2008-2009 |     |     |     | 3   |     |
| 2009-2010 |     |     | 12  |     |     |
| 2010-2011 |     |     | 5   |     |     |
| 2011-2012 |     |     | 3   |     |     |
| 2013-2014 |     | 11  |     |     |     |
| 2014-2015 |     | 12  |     |     |     |
| 2015-2016 |     | 17  |     |     |     |
| 2016-2017 |     | 17  |     |     |     |
| 2017-2018 |     | 3   |     |     |     |
| 2018-2019 |     | 11  |     |     |     |
| 2019-2020 |     | 8   |     |     |     |
| 2020-2021 |     | 14  |     |     |     |
| 2021-2022 |     | 15  |     |     |     |
| 2022-2023 |     | 4   |     |     |     |
| 2023-2024 |     | 11  |     |     |     |